# BookCrossing

Logo del sito bookcrossing.com

Il BookCrossing (crasi di book, "libro" e crossing, "attraversamento, passaggio"), noto in italiano come passalibro (oppure giralibri, liberalibri, libri in libertà), è l'abitudine di lasciare un libro in un luogo pubblico affinché possa essere preso da un'altra persona. Il termine inglese nasce dal sito omonimo bookcrossing.com, nato nel 2001 con lo scopo di promuovere la pratica. L''iniziativa ruota intorno all'esistenza di un elenco di volumi identificati da un codice unico, attraverso cui è possibile seguire la traversata del libro, e il suo incrociarsi con i lettori.
Materialmente consiste nella pratica di una serie di iniziative collaborative volontarie e completamente gratuite, di cui alcune anche organizzate a livello mondiale, che legano la passione per la lettura e per i libri alla passione per la condivisione delle risorse e dei saperi. L'idea di base è di lasciare libri nell'ambiente naturale compreso quello urbano, o "into the wild", ovvero dovunque si preferisca, affinché possano essere ritrovati e quindi letti da altri, che eventualmente possano commentarli e altrettanto eventualmente farli proseguire nel loro viaggio. Il termine deriva da bookcrossing.com, un club gratuito di libri on-line fondato nel 2001 per incoraggiare tale pratica, al fine di "rendere il mondo intero una biblioteca".

## Spirito dell'iniziativa
Lasciare un libro viene considerato come l'inizio di un'avventura per i proprietari dei libri, per i libri e per i loro nuovi lettori. L'iniziativa di abbandonare scritti per condividerne il contenuto è piuttosto antica, e forse possiamo individuare nel filosofo greco Teofrasto la prima iniziativa di liberare in mare alcuni testi chiusi in bottiglia, così come possiamo ravvisare nel Progetto Gutenberg una moderna visione digitale di condivisione. Molte altre sono state in passato le iniziative di abbandonare gratuitamente libri, ad esempio perché potesse fruirne chi per problemi economici o fisici avrebbe potuto trarne giovamento, e qui possiamo citare "Nati per Leggere" dove a Boston nei primi anni '90, nell'ospedale locale alcuni pediatri ebbero l'idea di mettere dei libri nella sala d'aspetto. Col tempo i libri sparirono e i promotori, resisi conto dell'utilità di quel furto, decisero di istituzionalizzare l'iniziativa.
I due progetti americani relativi a libri per bambini più importanti si chiamano proprio Born to read e Reach out and read. La filiazione italiana è l'iniziativa Nati per Leggere, sorta alla fine degli anni novanta. Secondo altri l'idea rinasce negli anni settanta in Serbia, a Belgrado, e si deve a Dušan "Duško" Radović, scrittore e giornalista, dal 1975, di Studio B, che la propone nella sua trasmissione radiofonica quotidiana "Beograde dobro jutro" (Belgrado buon giorno). Viene colta al volo dal SKC - Studentski Kulturni Centar (Centro Studentesco di Belgrado, uno dei luoghi di ritrovo "liberi" nella cultura giovanile post 1968, in Serbia) che sposa l'iniziativa come propria, offrendo il Centro e il parco intorno come primo spazio dove lasciare il libro "libero".
In ogni caso il nome con cui questo genere di iniziative è più conosciuta fa riferimento ad un dominio web, che venne ufficialmente registrato nel 2001.

## Bookcrossing in senso stretto
L'iniziativa prende il nome dalla giustapposizione dei termini Book e Crossing, che letteralmente possono volere dire "incrociare un libro" o "far viaggiare un libro", ma che in senso più lato sta ad indicare l'intersezione tra le vite di chi legge i libri, che appunto si toccano, seppur solo virtualmente, tramite un volume. In seguito, il neologismo divenne una parola vera e propria del vocabolario inglese.
Il meccanismo del Bookcrossing ruota intorno all'esistenza di un sito web attraverso il quale è possibile dotare i volumi di un codice identificativo unico (BCID - Bookcrossing ID) che permetterà di seguire i loro spostamenti a livello mondiale, sempre che venga utilizzato il sito web ad ogni passaggio. Precedentemente esistevano iniziative simili, traccianti ad esempio il numero seriale delle banconote USA, o relativi al regalo di fotocamere usa e getta, così come esistevano iniziative poco più che individuali di abbandono di libri per permetterne ad altri la lettura. L'idea consistette nell'unire le due cose.
Se qualcuno decide di lasciare un libro attraverso BookCrossing, questo deve essere registrato per ottenere un BCID, ovvero il codice identificativo di cui sopra, in modo da potere seguire il volume durante i suoi spostamenti. Chi trova il libro è invitato, mediante etichette allegate a quest'ultimo, a segnalare il ritrovamento sul sito e a lasciarlo a sua volta, per dare la sua stessa opportunità ad altre persone. Pur essendo consigliabile leggere un libro ritrovato, quest'azione non è obbligatoria: essenziale è dare la possibilità al libro di incontrare nuovi lettori, e in questo senso vige la massima libertà. Il saltare la segnalazione, ad esempio perché non si ha accesso alla rete, non implica comunque che il libro non possa ripartire per il suo viaggio.
La registrazione al sito web e ogni altra operazione legata al BookCrossing sono gratuite: eventuali donazioni volontarie sono utilizzate per coprire i costi di manutenzione e di esercizio. Da qualche tempo il sito si finanzia in parte attraverso l'adozione di banner, comunque mirati. Gli utenti che finanziano volontariamente il sito ricevono in cambio una quantità di pubblicità minore, che però è sempre presente.

### Origine
L'idea viene concretizzata da Ron Hornbaker, e da sua moglie Kaori che la concepiranno per web nel marzo 2001, ispirandosi ai già citati sistemi di tracciamento in rete. Il sito web divenne accessibile circa un mese dopo, il 17 aprile 2001. Allo stato attuale (novembre 2019) il sito conta oltre 1.961.120 membri e oltre 13.000.000 di libri registrati. In Italia conta oltre 26 200 iscritti, distribuiti sul territorio nazionale tra città e provincia. Dalle analisi in rete le comunità urbane più numerose, a partire dalla nascita del sito americano, risultano essere nell'ordine Milano, Roma, Torino, Genova, Napoli, Caserta e Padova. Tuttavia, l'abbandono dell'iniziativa da parte di iscritti di vecchia data rende questa analisi utile a conoscere un dato a valore unicamente progressivo.

### Lasciare un libro

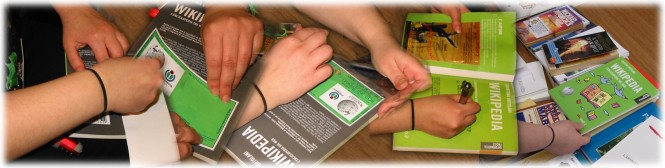
Le fasi di etichettatura e consegna di un libro a Galassia Gutenberg 2008

Dal punto di vista pratico, il libro, per essere correttamente liberato rendendo tracciabile il suo percorso attraverso persone e luoghi, deve essere registrato sul sito web. Con la registrazione, che si effettua inserendo i dati principali come autore, titolo eccetera, si ottiene infatti il "BCID", il codice identificativo unico che identificherà quel singolo libro permanentemente.
Il BCID viene riportato sul libro stesso, unitamente ad altre informazioni finalizzate a far capire al futuro lettore l'iniziativa e le "regole del gioco". Solitamente per fare ciò si utilizzano etichette adesive. Chi ha lasciato il libro può seguirne il "viaggio" attraverso i collegamenti sul sito web e leggere gli eventuali ritrovamenti e i commenti di chi lo ritrova, a condizione che quest'ultimo si colleghi al sito per segnalarne il ritrovamento. La segnalazione non è obbligatoria, e un eventuale "salto di turno" del lettore non pregiudica il proseguire della tracciabilità del libro stesso una volta che venga nuovamente lasciato.

### Altri sviluppi dall'idea di BookCrossing
Tutte le variazioni dell'idea iniziale di consegna di un libro sono improntate a tre principi base: la passione per la lettura, la disponibilità alla condivisione della cultura, la libertà di iniziativa (all'interno di poche regole base).
Le prime forme più elaborate di realizzazione dell'idea di BC sono ad esempio i bookrings e i bookrays. Per entrambi il concetto di base è il seguente: un utente che vorrebbe leggere un libro si "iscrive" ad una lista sul sito web e il libro viene spedito via posta attraverso i partecipanti alla lista, spesso attraversando nazioni o continenti. La sola differenza tra bookrings e bookrays è la seguente: nei primi l'ultimo della lista rispedisce il libro a chi ha iniziato la lista, mentre nei secondi l'ultimo della lista decide se lasciare il libro "in the wild" oppure organizzare un altro bookray (o bookring).
Oltre a queste due forme, esiste anche un'altra variazione costituita dalle bookboxes: in questo caso tra gli "iscritti" viaggia, sempre per posta, una scatola contenente più libri, di solito scelti con una logica (autore, argomento, genere, nazionalità ecc). Frequentemente i volumi vengono sostituiti ad ogni passaggio, ferma restando la logica iniziale.
Sebbene il sito originale americano non dia un supporto diretto a questo tipo di varianti, alcuni siti in lingua italiana presentano meccanismi automatici e interattivi per facilitarne il lancio e la partecipazione. Altri contengono liste alfabetiche di box, ray e ring italiani, che vengono aggiornati manualmente dagli stessi partecipanti.
Le "BookCrossing Zones ufficiali", abbreviate spesso come OCZ o OBCZ, sono spazi dedicati al BookCrossing concessi a questo scopo. Possono essere sale d'attesa ospedaliere, biblioteche, locali pubblici quali bar o negozi che aderiscono in vario modo all'iniziativa. Le Bookcrossing Zones ufficiali sono presenti nelle principali città di moltissimi paesi e la loro presenza, in continua crescita, è segnalata su mappe presenti in siti esterni a quello ufficiale. Qui è possibile lasciare libri o prenderne, aumentando così la probabilità che il ritrovamento di questi ultimi venga interpretato nell'ottica del BookCrossing.

### Incontri virtuali e non tra i BookCrossers
Contrariamente alla pura lettura, la pratica del BookCrossing non è esclusivamente solitaria. Essa prevede la liberazione e il ritrovamento di libri senza necessariamente un contatto diretto tra i partecipanti, ma l'avere alle spalle una comunità che condivide un metodo ed una certa visione della condivisione, porta spesso alla concretizzazione di ritrovi, in rete o sul territorio.
I membri del BookCrossing (chiamati BookCrossers, in Italia anche BookCorsari o corsari), in quanto comunità virtuale, si sono nel tempo dotati di strumenti di comunicazione e di partecipazione secondo una modalità glocalizzata per mezzo dei quali si sono incontrati raccolti ed espressi. Queste modalità differiscono a seconda della comunità d'appartenenza.
Verso la prima metà del 2002, nacque la prima versione dei forum integrati, nonché la mailing list, ospitata esternamente presso il provider Yahoo!.
Accanto agli strumenti di comunicazione mondiale, sviluppati parallelamente al sito web del BookCrossing, sono nati nelle principali nazioni coinvolte nell'iniziativa, cioè che presentano un più alto numero di iscritti, analoghi strumenti (forum, siti web tematici, mailing list) di livello nazionale e locale, variamente relazionati al sito americano, per l'Italia il forum di riferimento storico è ospitato da bookcrossing-italy.
È stato quindi possibile partecipare ad incontri locali, definiti originariamente meetup, meet up, o MU in quanto per iniziativa dello stesso Ron Hornbaker, da settembre 2002 il sito americano si appoggiò a uno strumento per community già esistente, meetup.com, adesso divenuto commerciale, e senza collegamento alcuno tra le iniziative.
Per gli utenti italiani di BookCrossing.com si tratta di incontri periodici che si svolgono per consuetudine prevalentemente il secondo martedì del mese alle ore 18.00 - 19.00 in siti prevalentemente accordati tra i partecipanti.
Gli incontri possono essere presso le BookCrossing Zones, in luoghi convenuti via forum, bacheche elettroniche, usenet o secondo altre modalità di comunicazione interna tra i membri; in Italia, si può anche ricevere la notizia via posta elettronica, a seconda della disponibilità di persone che eventualmente coordinino gli incontri a livello locale o di eventuali organizzazioni via web.
Gli incontri possono avere come argomento la spiegazione e l'approfondimento dei meccanismi del sito e della filosofia del condividere, discussioni a tema letterario o semplicemente e più frequentemente la conoscenza diretta degli altri BookCrossers e un'occasione per stare insieme tra persone che condividono la visione di questo aspetto della vita. Il tutto, al di fuori delle attività di registrazione è abbastanza elastico.
Annualmente si svolge, in primavera, l'incontro internazionale (bc-convention o Anniversary Convention), mentre le conventions e gli incontri nazionali così come quelli a carattere regionale, tra i bookcrossers, si organizzano sia sul sito americano che sui singoli siti nazionali.
Gli incontri nazionali, tracciati e riportati anche sul sito americano si sono svolti in diverse località della penisola.
| Incontro    | Luogo          | Data               |
| ----------- | -------------- | ------------------ |
| I - 2003    | Roma           | 25-26 aprile       |
| II - 2003   | Milano         | 31 maggio-2 giugno |
| III - 2004  | Serramazzoni   | 15-16 maggio       |
| IV - 2005   | Alba Adriatica | 3-5 giugno         |
| V - 2006    | Viareggio      | 2-4 giugno         |
| VI - 2007   | Roma           | 1-3 giugno         |
| VII - 2008  | Genova         | 31 maggio-2 giugno |
| VIII - 2009 | Padova         | 30-31 maggio       |
| IX - 2010   | Verona         | 12-13 giugno       |
| X - 2011    | Perugia        | 2-4 settembre      |
| XI - 2012   | Roma           | 20-21 aprile       |

Come informazione di attualità riportiamo che nel 2008 l'Anniversary Convention, incontro internazionale, si è svolto a Londra dal 18 al 20 aprile, fissando la 2009 Bookcrossing Convention a Christchurch, in Nuova Zelanda.

Altre iniziative di BookCrossing prevedono fin dall'organizzazione l'incontro diretto tra i membri.

## Bookcrossing in senso ampio

### Liberalibri
Liberalibri è un passaggio di libri tra le persone direttamente e attraverso dei depositari. È differente dal BookCrossing in quanto manca dell'azione in cui si lascia libero il libro. Mantiene invece le forme collaterali della pratica, dove il libro viene dato ad personam o viene lasciato in eventi pubblici. Come recita la presentazione ufficiale dell'associazione: a differenza del BookCrossing che abbandona i libri, Liberalibri crea occasioni pubbliche in cui i libri vengono liberati. Siamo convinti che questa piccola azione contribuisca a diffondere il piacere di leggere.
Tutto è iniziato a Caserta il 16 ottobre 2002 nello stesso giorno dell'apertura della Biblioteca di Alessandria in Egitto. Il primo libro liberato è stato Il Dramma è Dio di David Maria Turoldo. Il fondatore di tale associazione è stato Vincenzo De Rosa coadiuvato da Edoardo Filippone.
Il giorno 25 luglio 2009 sono stati portati e donati, liberati, circa 1200 testi, catalogati, nella frazione di Tempera (L'Aquila) per la fondazione di una Biblioteca.
Il 17 febbraio 2010 sono stati liberati oltre 200 libri a Caserta e chi ha ricevuto un libro è diventato "quel libro" in quanto la Biblioteca della Città è chiusa dal 2 dicembre 2009 e solo così potrà continuare ad esserci, secondo l'associazione, trasmissione del sapere.
Liberalibri, con altre associazioni, il 23 aprile 2010 (Giornata Mondiale del Libro) ha letto, nel porticato del Palazzo del Comune di Caserta, una delle pagine finali di Fahrenheit 451 (edito in Italia anche con il titolo Gli anni della Fenice), un romanzo di fantascienza scritto da Ray Bradbury. Sono stati liberati, per sollecitare la riapertura della Biblioteca Comunale di Caserta, oltre 450 libri in diverse manifestazioni.
Il 2 luglio 2010 sono state liberate tre enciclopedie al Comune di San Pietro Infine per la fondazione di una Biblioteca pubblica.
Il 2 dicembre 2010 gli associati di Liberalibri si sono incontrati davanti alla Biblioteca Comunale di Caserta "A. Ruggiero" per "festeggiare" un anno di chiusura della Biblioteca con uno scambio di libri, dolci e spumante.
Liberalibri ha curato la pubblicazione del libro "Terrorismo e Dignità Umana" dove si sottolinea la necessità della salvaguardia della democrazia.
Il 16 novembre 2011 è stata organizzata da Liberalibri, con altre associazioni tra cui Fuci Caserta e Forum italiani dei movimenti dell'Acqua, la festa di compleanno della chiusura della Biblioteca Comunale "A. Ruggiero" di Caserta; la manifestazione ha visto la partecipazione di oltre un centinaio di persone con una grande partecipazione di insegnanti e studenti. Nello stesso ambito, sono stati liberati circa 70 libri di poesia del "Premio internazionale di Poesia di Sessa Aurunca" donati dalla presidenza del premio a tutti gli studenti presenti. Si è sottolineato da parte di ognuno che la lettura è un diritto di tutti. Liberalibri in questi due anni ha liberato circa mille libri nelle strade, nei locali, nelle scuole: misura per risanare questa totale mancanza di libertà, democrazia e uguaglianza. Il primo dicembre 2011 è stata riaperta la Biblioteca Comunale di Caserta "A. Ruggiero" in una nuova sede.
Il 24 marzo 2012 è stato organizzato, con liberazione di circa 50 libri, presso la Biblioteca diocesana di Caserta - "Dialogos" Grecia anima greca di Europa - per sottolineare l'enorme importanza della Grecia nella cultura e nella spiritualità europea.
16 ottobre 2012 dieci anni di Liberalibri per le strade di Caserta e liberazione di libri in piccole biblioteche per festeggiare l'evento con un ricordo alla Grecia madre della cultura europea.
Il 22 novembre 2012, in occasione del decimo anno della liberazione del primo libro, nella nuova Biblioteca Comunale di Caserta "A. Ruggiero" sono stati consegnati, come Premio Liberalibri, dieci atti di benemerenza a dieci personaggi che si sono distinti nell'ambito della divulgazione della cultura e un atto di benemerenza speciale, consegnato dal Sindaco di Caserta e dal coordinatore di Liberalibri al segretario nazionale dell'Associazione Greci in Italia per il Popolo Greco in atto di fratellanza e riconoscimento dell'alto valore della cultura greca.

### Altre iniziative
Basandosi in senso lato sull'idea di BookCrossing, ovvero condivisione di materiale culturale, sono sorte alcune iniziative di CDCrossing e di DiscCrossing, finalizzate alla circolazione di musica, di VideoCrossing finalizzate alla circolazione di materiale audiovisivo e di Photocrossing finalizzate alla circolazione di fotografie o di intere macchine fotografiche usa e getta. Precedente a tutte, ed anche allo stesso BookCrossing che ne trasse ispirazione, la bizzarra iniziativa di seguire le banconote, un progetto denominato Where's George?!.
All'idea del BookCrossing è ispirato anche il Postcrossing, un progetto creato dal portoghese Paulo Magalhães per permettere alle persone di ricevere cartoline da tutto il mondo. La principale differenza con il BookCrossing deriva dal fatto che per ricevere una cartolina è necessario spedirne un'altra a propria volta.